# Gynatoma continens
Gynatoma continens är en tvåvingeart som beskrevs av Collin 1928. Gynatoma continens ingår i släktet Gynatoma och familjen dansflugor. Inga underarter finns listade i Catalogue of Life.